# Diễu hành Chiến thắng ở Moskva năm 1945
Cuộc diễu hành Chiến thắng Moskva năm 1945 (tiếng Nga: Парад Победы) còn được gọi là Cuộc diễu hành của những người chiến thắng (tiếng Nga: Парад победителей) là một cuộc diễu hành chiến thắng do Lực lượng vũ trang Liên Xô tiến hành sau khi đánh bại phát xít Đức . Đây là cuộc duyệt binh dài nhất và lớn nhất từng được tổ chức trên Quảng trường Đỏ ở thủ đô Moskva của Liên Xô , với sự tham gia của 40.000 Hồng quân và 1.850 xe quân sự và các khí tài quân sự khác. Cuộc duyệt binh kéo dài hơn hai giờ vào ngày 24 tháng 6 năm 1945, hơn một tháng sau ngày 9 tháng 5, ngày Phát xít Đức đầu hàng Đồng minh (8-9/5/1945).

## Lệnh của Stalin
Bản thân cuộc duyệt binh đã được Joseph Stalin ra lệnh vào ngày 22 tháng 6 năm 1945, theo Lệnh số 370 của Văn phòng Tổng tư lệnh Tối cao, Các Lực lượng Vũ trang Liên Xô. Văn bản lệnh này như sau:
Mệnh lệnh số 370 của Tổng tư lệnh tối cao, Lực lượng vũ trang Liên Xô và Hội đồng tối cao
Để đánh dấu chiến thắng trước nước Đức phát xít trong Chiến tranh Vệ quốc Vĩ đại, tôi ra lệnh cho một cuộc duyệt binh của Quân đội, Hải quân và Các đơn vị đồn trú tại Quân khu Moskva, tiến hành Cuộc diễu hành Chiến thắng, vào ngày 24 tháng 6 năm 1945, tại Quảng trường Đỏ của Moskva.
Hành quân diễu hành sẽ là các đội hình tổng hợp của tất cả các phương diện quân, một đội hình liên hợp của Bộ Quốc phòng Nhân dân, Hải quân Liên Xô, các học viện và trường quân sự, và quân đội đồn trú của quân khu Moskva.
Cấp dưới của tôi, Nguyên soái Liên Xô Georgy Zhukov sẽ là người kiểm tra cuộc duyệt binh. Nguyên soái Konstantin Rokossovsky sẽ tự mình chỉ huy Lễ duyệt binh Chiến thắng. Tôi giao phó cho Đại tướng Pavel Artemyev việc chuẩn bị và giám sát việc tổ chức cuộc duyệt binh, do ông ấy kiêm nhiệm chức vụ Tổng chỉ huy Quân khu Moskva và Sĩ quan chỉ huy phụ trách Đơn vị đồn trú thành phố Moskva.
22 tháng 6 năm 1945
(đã ký)
Nguyên soái Liên Xô Iosif Stalin
Tổng tư lệnh tối cao các Lực lượng vũ trang Liên Xô
Ủy viên Quốc phòng Liên Xô

### Huấn luyện diễu hành
Công tác chuẩn bị ráo riết cho cuộc duyệt binh diễn ra vào cuối tháng 5, đầu tháng 6 tại Moskva. Cuộc diễn tập sơ bộ Lễ duyệt binh Chiến thắng diễn ra tại Sân bay Trung tâm Mikhail Frunze , và cuộc tổng diễn tập trên Quảng trường Đỏ vào ngày 22 tháng 6.
Các nguyên soái Georgy Zhukov , người đã chính thức chấp nhận việc Đức đầu hàng Liên Xô , và Konstantin Rokossovsky , lần lượt cưỡi ngựa đi qua khu vực duyệt binh .Sự kiện được tưởng nhớ bởi bức tượng Zhukov cưỡi ngựa trước Bảo tàng Lịch sử Nhà nước , trên Quảng trường Manege . Con ngựa giống của Zhukov được gọi là "Кумир" trong khi của Rokossovsky được gọi là "Столб" . Tổng Bí thư Đảng Cộng sản Liên Xô Joseph Stalin đứng trên Lăng Lenin và xem cuộc diễu hành cùng với các chức sắc khác có mặt.
Theo một số ấn bản trong hồi ký của Zhukov, Stalin đã định tự mình cưỡi ngựa đi qua cuộc duyệt binh, nhưng ông đã ngã ngựa trong cuộc diễn tập và phải nhường lại danh dự cho Zhukov, người từng là sĩ quan kỵ binh.  Một phần dự kiến khác của cuộc diễu binh là cuộc diễu hành của Biểu ngữ Chiến thắng , được chuyển đến Moskva từ Berlin vào ngày 20 tháng 6 và được cho là bắt đầu lễ rước quân. Mặc dù vậy, sự huấn luyện yếu kém của Mikhail Yegorov , Meliton Kantaria và Stepan Neustroev đã buộc Nguyên soái Zhukov không thể tiến hành phần này của cuộc duyệt binh.

## Cuộc diễu hành
Màn trình diễn của các đơn vị cơ giới Hồng quân là tâm điểm của buổi lễ. Đây là một trong số ít lần Cossacks tham gia lễ duyệt binh chiến thắng, với các nhân viên từ Quân đoàn kỵ binh Cossacks cận vệ 4 tham gia lễ diễu hành như một phần của trung đoàn kết hợp 2 của Phương diện quân Ukraina 2.  Một trong những khoảnh khắc nổi tiếng nhất vào cuối lễ duyệt binh diễn ra khi các binh sĩ từ Bộ phận Mục đích Hoạt động Riêng biệt của NKVD mang theo những lá cờ của các đơn vị của Đức và ném xuống bên cạnh lăng Lenin. Một trong những lá cờ đó thuộc về đội vệ sĩ riêng của Hitler.
Ngày hôm sau, tiệc chiêu đãi được tổ chức tại Cung điện Grand Kremlin để vinh danh những người tham gia Lễ diễu hành Chiến thắng.  Do thời tiết xấu vào ngày hôm đó, phần diễu hành của không quân và diễu hành của người dân đã lên kế hoạch đã bị hủy bỏ; nếu thời tiết cải thiện, chuyến bay sẽ được dẫn dắt bởi các Nguyên soái Hàng không Alexander Novikov và Alexander Golovanov . Tuy nhiên, cuộc diễu hành lịch sử kéo dài hai giờ này vẫn là cuộc diễu hành quân sự dài nhất và lớn nhất trong lịch sử Quảng trường Đỏ, với sự tham gia của 40.000 binh sĩ và 1.850 xe quân sự và các khí tài quân sự khác.

### Ban nhạc và Âm nhạc
Cuộc diễu hành các ban nhạc quân đội của các đơn vị đồn trú thành phố Moskva do Thiếu tướng Semyon Tchernetsky , Giám đốc Âm nhạc cấp cao dẫn đầu. Ban nhạc kết hợp bao gồm 38 ban nhạc quân đội đến từ các trường quân sự Moskva, cũng như các đơn vị quân đội của Hồng quân và NKVD. Ban nhạc tổng hợp có 1.220 nhạc công dưới sự chỉ đạo của 50 thành viên ban nhạc.  Tổng cộng, cuộc diễu hành có sự tham gia của 1.313 nhạc sĩ, người trẻ nhất là 13 tuổi.
Các tiết mục diễu hành đã được hoàn thiện để phê duyệt vào ngày 5 tháng 6 năm 1945. Danh sách cuối cùng bao gồm 36 bài hát, bao gồm quốc ca Liên Xô , hành khúc và hành khúc chậm. Hai mươi tác phẩm được trình diễn tại cuộc diễu hành đều do chính Tchernetsky viết. Phần kiểm tra của cuộc duyệt binh bắt đầu với Hành khúc chậm kỉ niệm"25 năm Hồng quân"( Юбилейный встречный марш "25 лет РККА")  và kết thúc với màn trình diễn Slavsya .  Bài hát đầu tiên sau khi kết thúc cuộc thanh tra là màn phô trương nghi lễ Moskva dưới sự chỉ đạo của nhạc trưởng Vasily Agapkin . Cuộc diễu hành được mở đầu bởi các tay trống trẻ của Quân đoàn Trống từ Trường Nhạc sĩ Moskva, mặc đồng phục tương tự như của Trường Quân sự Suvorov Moskva . Cuộc diễu hành kết thúc với phần rời khỏi Quảng trường Đỏ của dàn nhạc trong nền nhạc bài hành khúc "Vinh quang tổ quốc"(Слава Родине).

## Nhân sự tham gia
- Nguyên soái Liên Xô Georgy Zhukov (thanh tra duyệt binh)
- Nguyên soái Liên Xô Konstantin Rokossovsky (chỉ huy cuộc duyệt binh)
- Ban nhạc quân đội bao gồm:
  - Ban nhạc quân sự quần chúng của Quân khu Moskva.
  - Chỉ huy trưởng: Thiếu tướng Semyon Tchernetsky, Giám đốc cấp cao về âm nhạc của Dàn nhạc Quân sự Trung ương thuộc Bộ Quốc phòng Nhân dân
  - Quân đoàn trường âm nhạc quân sự Suvorov Moskva.

### Lễ Diễu hành
- Phương diện quân Liên Xô, Hải quân, Lực lượng Phòng không Lục quân và Lực lượng Phòng không gồm:
  - Các sĩ quan và nhân viên của Lực lượng Mặt đất và Không quân của các Phương diện quân sau:
    - Karelia - do các Tư lệnh Trung đoàn, Thiếu tướng Grigory Kalinovsky và Nguyên soái Kirill Meretskov chỉ huy
    - Leningrad - do  Thiếu tướng Andrei Stuchenko và Nguyên soái Leonid Govorov chỉ huy
    - Pribaltic 1 - do Trung tướng Anton Lopatin và Tướng lục quân Ivan Bagramyan chỉ huy
    - Byelorussia 1 - do Thiếu tướng Ivan Rosly và Đại tướng Vasily Chuikov chỉ huy
    - Byelorussia  2 - do Kosntantin Erastov và Tướng quân Vasily Sokolovsky chỉ huy
    - Byelorussia 3 - do Nguyên soái Aleksandr Vasilevsky chỉ huy
    - Đại diện của Tập đoàn quân số 1 của quân đội Ba Lan do Tổng tham mưu trưởng Lục quân, Tướng Władysław Korczyc chỉ huy (đội quân nước ngoài duy nhất được mời tham gia lễ duyệt binh)
    - Ukraina  1 - do  Thiếu tướng Gleb Baklanov và Nguyên soái Ivan Konev chỉ huy
    - Ukraina 4 - do  Trung tướng Andrei Bonddarev và Nguyên soái Fyodor Tolbukhin chỉ huy
    - Ukraina 2 - do  Trung tướng Ivan Afonin và Tướng quân Andrey Yeromenko chỉ huy
    - Ukraina 3 - dẫn đầu bởi  Thiếu tướng Nikolai Biryukov và Nguyên soái Rodion Malinovsky , và Tư lệnh Tập đoàn quân 1 Bulgaria, Trung tướng Vladimir Stoychev

  - Hạm đội, nhân viên trên bộ và trên không của Hải quân Liên Xô, dưới quyền của đô đốc Vladimir Fadeev.
  - Cờ hiệu Trung đoàn của Sư đoàn Nội binh số 1 của Liên Xô NKVD "Felix Dzerzhinsky" bao gồm các lá cờ và biểu ngữ của quân Đức từ mặt trận
- Quân khu Moskva, Lực lượng vũ trang của Liên Xô dưới sự chỉ huy của  Đại tá Pavel Artemyev
  - Trường Quân sự và Học viện Liên hợp 
    - Sĩ quan và các cấp bậc khác của Bộ Quốc phòng
    - Trường quân sự M.V.Frunze
    - Trường quân sự Suvorov
    - Trường nghĩa vụ quân thiết giáp
    - Học viện Kỹ thuật Quân sự
    - Trường quân sự pháo binh mang tên Felix Dzerzhinsky
    - Học viện Chính trị-Quân sự mang tên Lenin
    - Học viện Kỹ thuật Không quân
    - Trường Cao đẳng biên phòng Xô Viết Thành phố Moskva
    - Trường đào tạo bộ binh quân sự Moskva
    - Trường đào tạo súng cối cận vệ
    - Trường Ứng viên Sĩ quan Nhảy dù
    - Trường Sĩ quan Kỹ thuật

  - Đơn vị bộ binh
    - Trung đoàn Kremlin
    - Sư đoàn súng trường cơ giới hóa nội bộ NKVD số 1 của OMSDON (Nhiệm vụ đặc biệt) "Felix Dzerzhinsky"
    - Sư đoàn Nội binh NKVD số 2

  - Đơn vị Bảo vệ và An ninh Biên giới của NKVD
  - Đơn vị K-9 (kỹ thuật, quân y, chống tăng)

### Diễu hành kị binh
- Các trung đoàn kỵ binh trong khu vực Moskva
- Các trung đoàn kị binh pháo binh
  - M1927
  - M1909
  - Lựu pháo 152 mm M1909 / 30
  - Lựu pháo 122 mm M1910 / 30 (cũng được sử dụng bởi pháo binh thường)
- Tiểu đoàn Tachanka

### Dàn khí tài
- Lực lượng Phòng không Liên Xô
  - Súng phòng không (được kéo và lắp trên xe tải)
    - 72-K
    - 61-K
    - 52-K

  - Đèn rọi xe tải
  - Công cụ tìm dải âm
- Lực lượng tên lửa lục quân và pháo binh dã chiến
  - Súng cối
    - Cối 160mm M1943
    - Cối 120-PM-43

  - Pháo dã chiến
    - Pháo  76 mm M1942 (ZiS-3)
    - Pháo 100 mm M1944 (BS-3)
    - Pháo 76 mm M1936 (F-22)
    - Pháo 76 mm M1943
    - Pháo 85 mm D-44

  - Súng chống tăng
    - 53-K
    - M-42
    - ZiS-2

  - Sơn pháo
    - Sơn pháo 76 mm M1938

  - Các bệ phóng tên lửa Katyusha của Lực lượng Tên lửa Lục quân và Pháo binh
    - BM-8
    - BM-13
    - BM-30 / BM-31

  - Lựu pháo
    - D-1
    - M-10
    - ML-20
    - M-30
    - B 4
    - A-19
    - Lựu pháo 152 mm M1935 (Br-2)
    - Lựu pháo 203 mm M1931 (B-4)
    - Lựu pháo 122 mm M1910 / 30
- Lục quân - trung đoàn bộ binh cơ giới
  - Xe máy Dnepr M-72
  - Xe bọc thép BA-64
  - BA-20
- Lực lượng Nhảy dù Lục quân
- Đội quân xe tăng Lục quân
  - T-34
  - T-34/85
  - IS-2
  - T-44
  - T-70
- Đội pháo binh tự hành 
  - SU-76
  - SU-100
  - SU-152
  - ISU-152
  - ISU-122
  - SU-85
  - SU-122

## Kế thừa
Phần lịch sử của cuộc diễu hành năm 2020 mặc đồng phục có từ cuộc diễu hành năm 1945.
- Ngoài cuộc duyệt binh năm 1945, cuộc duyệt binh duy nhất được tổ chức vào ngày 24 tháng 6 được tổ chức vào năm 2020 để kỷ niệm 75 năm chiến thắng [6][7].  Các thành phần của cuộc duyệt binh năm 1945 được đưa vào cuộc diễu hành năm 2020, trong đó đáng chú ý nhất là các ban nhạc chơi bản nhạc Jubilee Slow March "25 Years of the Red Army" ở đầu giai đoạn kiểm tra.
- Một bức tượng của Zhukov trên con ngựa diễu hành của mình được đặt gần Bảo tàng Lịch sử Nhà nước trên Quảng trường Manezhnaya [8].  Ban đầu có một cuộc tranh luận về vị trí đặt bức tượng, với nhiều ý kiến cho rằng nó nên được đặt tại địa điểm diễn ra cuộc diễu hành, Quảng trường Đỏ.[9]
- Trong Lễ diễu hành mừng Ngày Chiến thắng Moscow 2010 , đội từ Turkmenistan , theo yêu cầu của chính phủ Turkmenistan , được dẫn đầu bởi một sĩ quan cưỡi trên lưng ngựa, với con ngựa là hậu duệ của con ngựa được sử dụng trong cuộc diễu hành năm 1945.[10]
- Năm 2008, trong lễ kỷ niệm Ngày Độc lập của Nam Ossetia , cuộc duyệt binh hàng năm ở Tskhinvali đã chứng kiến những lá cờ của Gruzia được dân quân Nam Ossetia ném xuống đất, giống như cách binh lính Liên Xô ném cờ Đức trên Quảng trường Đỏ trong cuộc duyệt binh năm 1945.[11]
- Trong Lễ diễu hành mừng Ngày Chiến thắng Moscow 2017 , các sĩ quan lần đầu tiên mặc áo dài cổ đứng mới , được cho là giống với quân phục sĩ quan trong Lễ diễu binh năm 1945.  [12]
- Vào những thời điểm khác nhau, tem bưu chính mô tả cuộc diễu hành trên Quảng trường Đỏ đã được phát hành.

## Hình ảnh

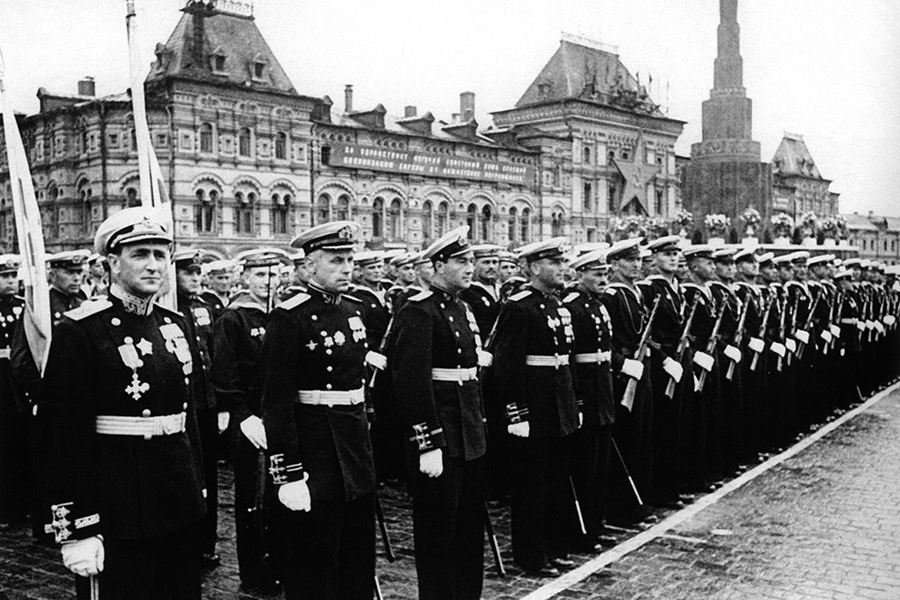
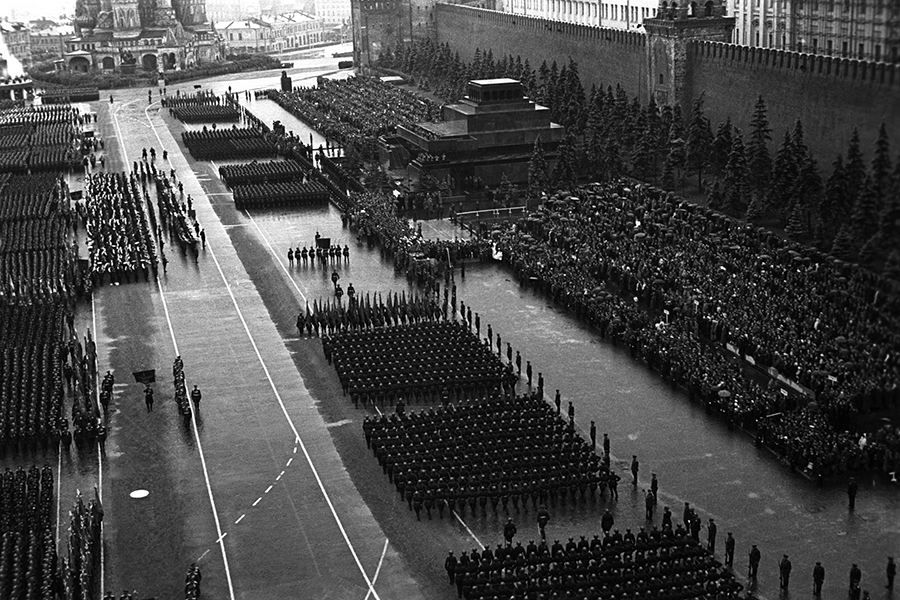
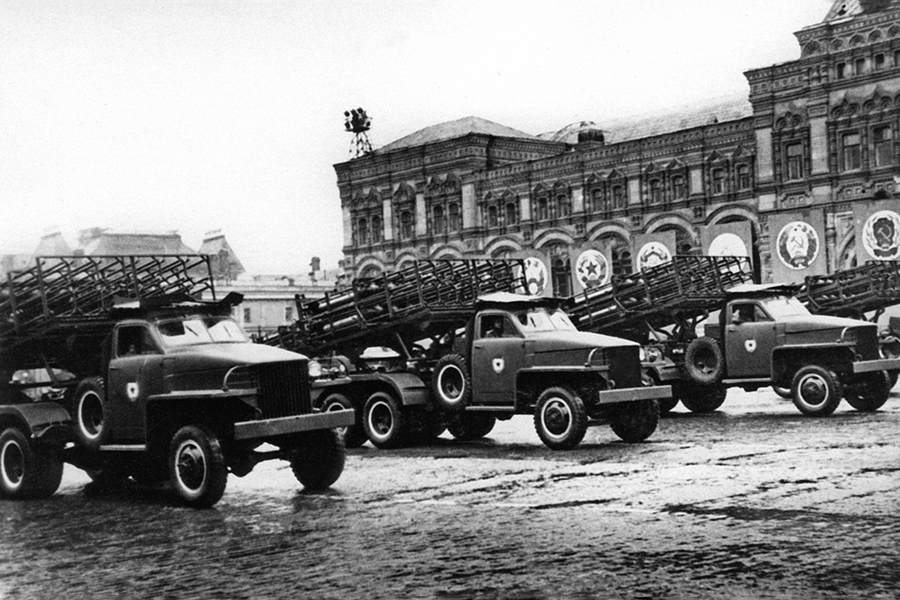
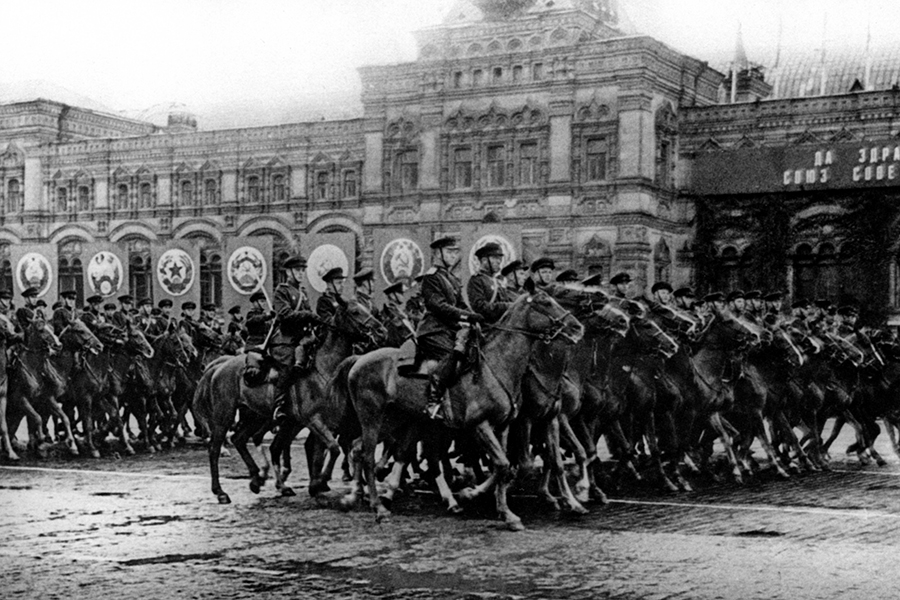
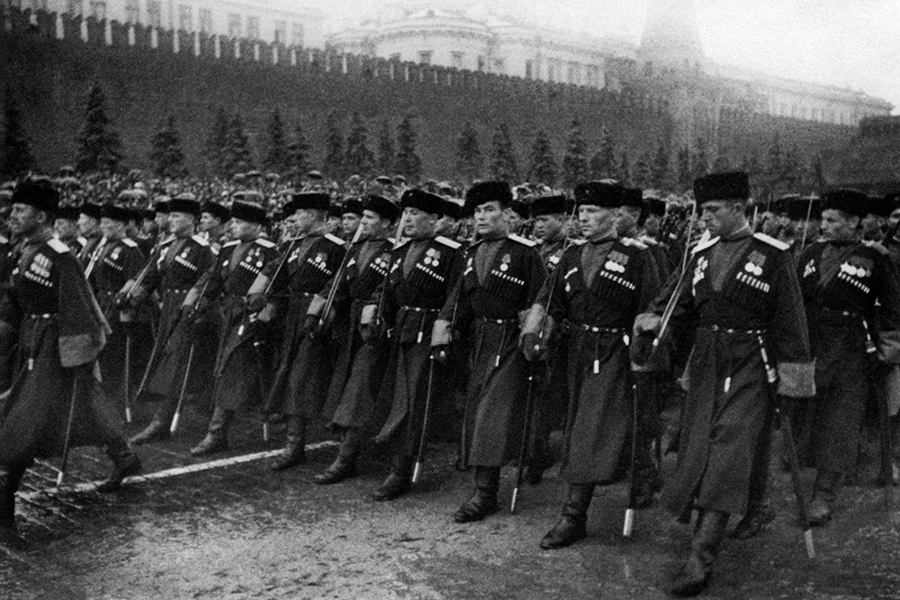
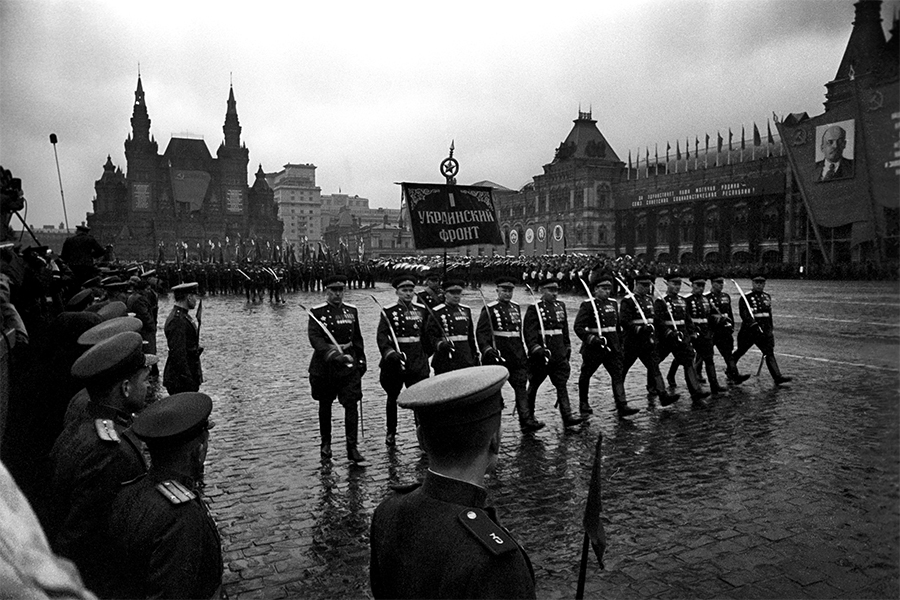
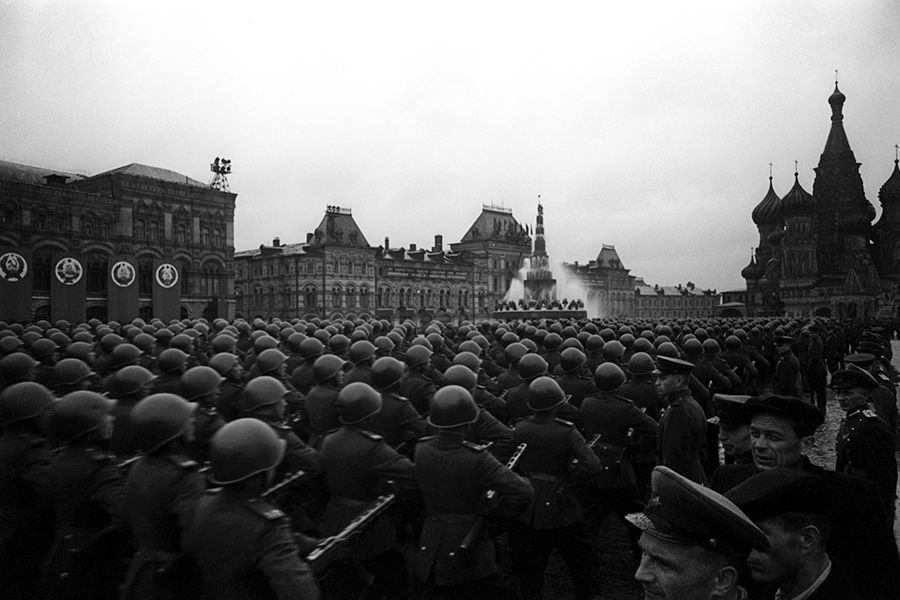
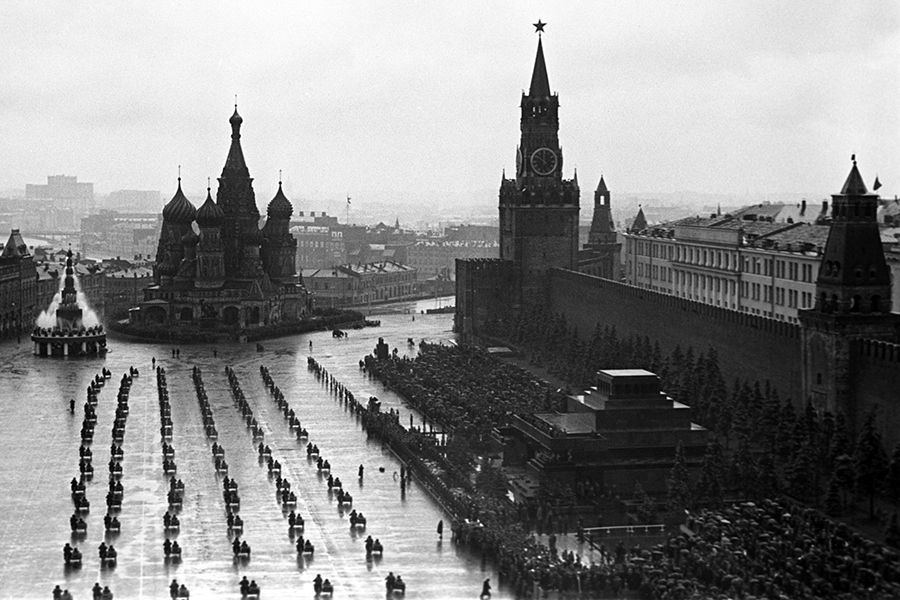
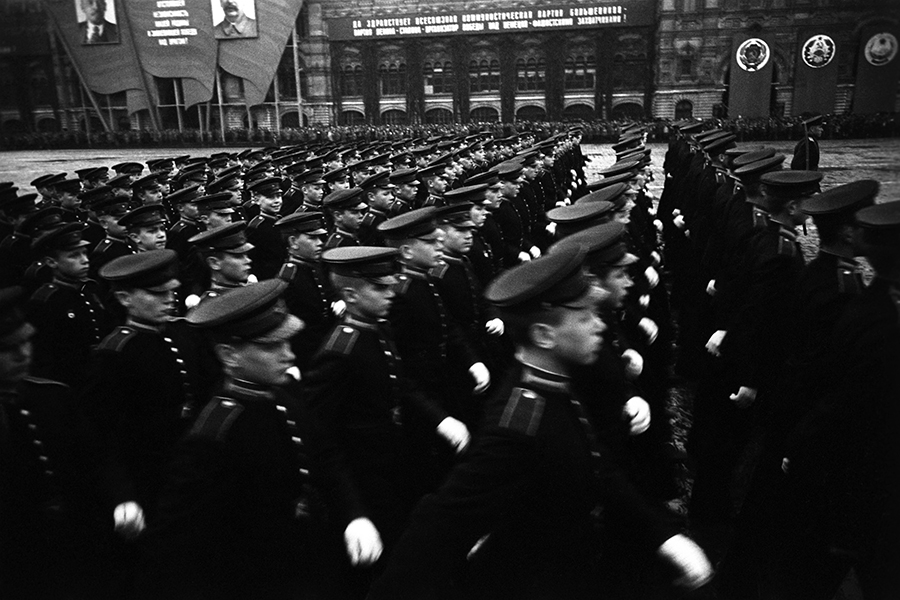
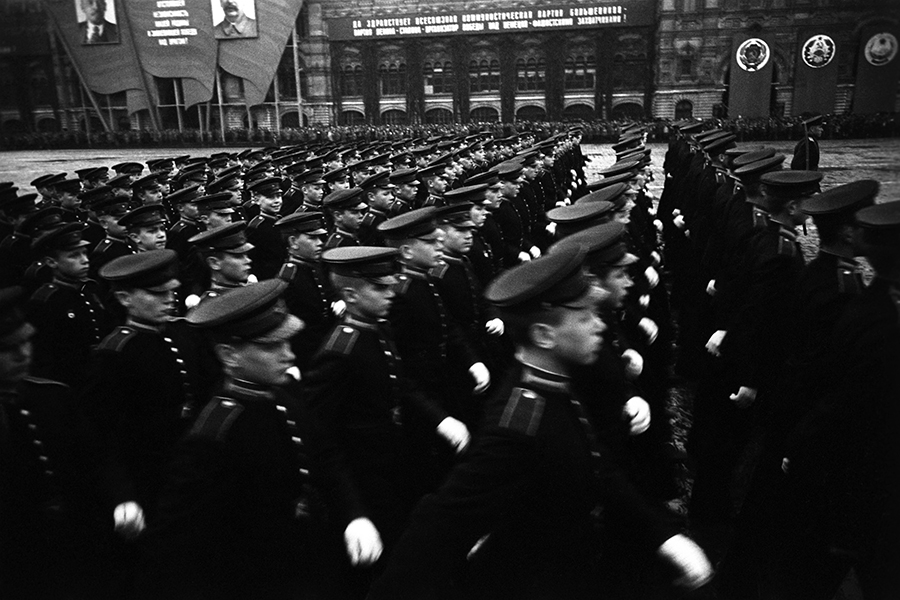
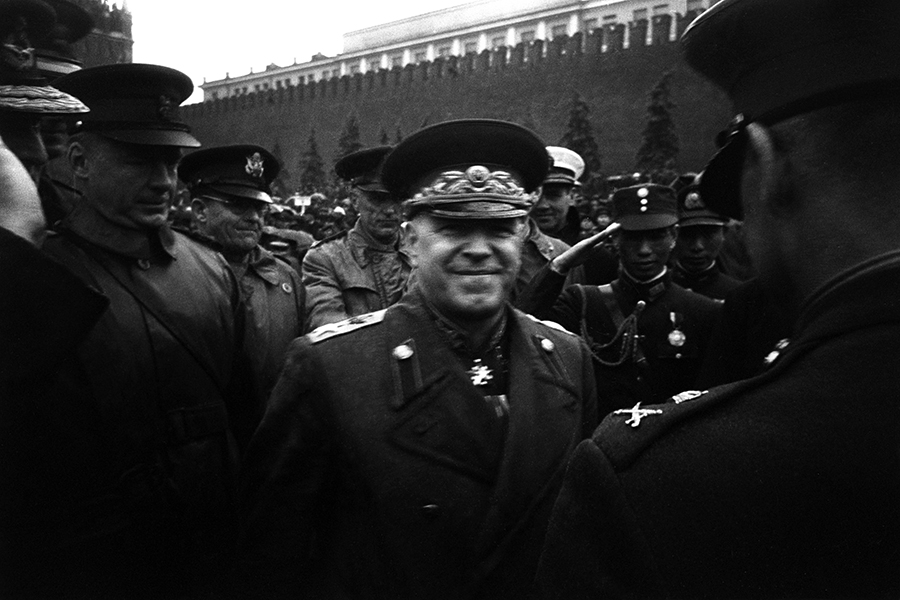
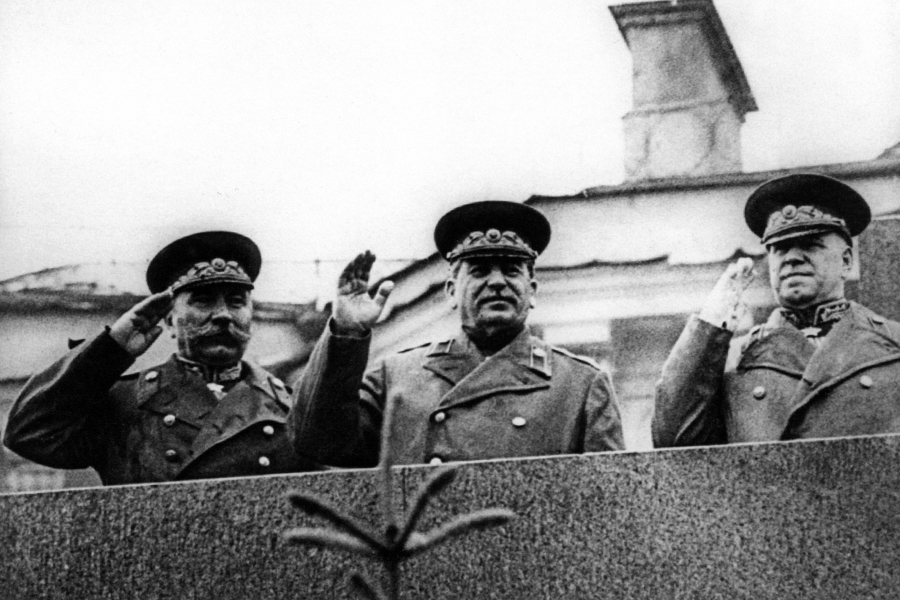